# John Reid (zenei menedzser)
John Reid (Paisley, 1949. szeptember 9. –) skót zenei menedzser.
Több mint 25 évig volt Elton John menedzsere, munkakapcsolatuknak 1998-ban lett vége, 2000-ben bíróságra került az ügyük.
1975 és 1978 között a Queen együttes menedzsere volt. 1994-től Michael Flatleyt menedzselte, üzleti kapcsolatuk akkor ért véget, amikor a táncos kilépett a Riverdance formációból.
Ausztráliában él, 2005-ben a helyi X Factor sorozat zsűritagja volt.